# Фафиньский, Яцек
Яцек Фафиньский (пол. Jacek Fafiński; род. 21 октября 1970, Любава, Варминско-Мазурское воеводство) — польский борец греко-римского стиля, призёр Всемирных военных игр, серебряный призёр летних Олимпийских игр 1996 года в Атланте.

## Карьера
Выступал в полутяжёлой (до 90 кг), тяжёлой (до 97 кг) и супертяжёлой (до 130 кг) весовых категориях. Бронзовый призёр Всемирных военных игр 1995 и 1999 годов.
На летних Олимпийских играх 1996 года в Атланте Фафиньский выступал в полутяжёлом весе (до 90 кг). Он победил марокканца Абделя Эссафуи, туркмена Розы Реджепова и грека Иорданиса Константинидиса. В финальной схватке поляк уступил украинцу Вячеславу Олейнику и завоевал олимпийское серебро.